# Lingua nuer
La lingua nuer o nuer è una lingua nilo-sahariana del gruppo nilotico occidentale. È parlata dal popolo nuer del Sud Sudan e della regione di Gambella nell'Etiopia occidentale. Insieme alla lingua dinka formano le Lingue Dinka-Nuer.
È una delle lingue più parlate dell'Africa orientale e centrale.
La lingua nuer utilizza un alfabeto latino, e pur avendo molti dialetti, la scrittura segue sempre lo standard. Ad esempio, la finale /k/ è pronunciato nel dialetto jikany, ma non viene pronunciata in altri dialetti, anche se viene sempre trascritta come indicato nell'ortografia nuer.

## Fonologia
|           |         | Labiali | Dentali | Alveolari | Palatali | Velari | Glottidali |
| --------- | ------- | ------- | ------- | --------- | -------- | ------ | ---------- |
| Nasali    | Nasali  | m       | n̪ [nh]  | n         | ɲ [ny]   | ŋ      |            |
| Liquide   | Liquide |         | r       |           |          |        |            |
| Glide     | Glide   |         | ɾ [l]   |           | j [y]    |        | h          |
| Occlusive | sorde   | p       | t̪ [th]  | t         | c        | k      |            |
| Occlusive | sonore  | b       | d̪ [dh]  | d         | ɟ [j]    | g      | (ɣ)        |

|            | Anteriori | Centrali | Posteriori |
| ---------- | --------- | -------- | ---------- |
| Chiuse     | i         |          | u          |
| Semichiuse |           |          | o          |
| Medie      | ɛ [e]     |          | ɔ          |
| Semiaperte | æ [ɛ]     |          |            |
| Aperte     | a         |          | ɑ          |

## Sistema di scrittura
In lingua Nuer per la scrittura viene utilizzata una versione modificata dell'alfabeto latino, tale sistema è stato adottato nel 1928, a cui sono seguite modifiche minori. L'alfabeto Nuer è composto da 39 lettere, sia maiuscole che minuscole.
| Maiuscole | Maiuscole | Maiuscole | Maiuscole | Maiuscole | Maiuscole | Maiuscole | Maiuscole | Maiuscole | Maiuscole | Maiuscole | Maiuscole | Maiuscole | Maiuscole | Maiuscole | Maiuscole | Maiuscole | Maiuscole | Maiuscole |
| --------- | --------- | --------- | --------- | --------- | --------- | --------- | --------- | --------- | --------- | --------- | --------- | --------- | --------- | --------- | --------- | --------- | --------- | --------- |
| A         | A̱         | Ä         | B         | C         | D         | Dh        | E         | E̱         | Ë         | Ɛ         | Ɛ̱         | Ɛ̈         | G         | Ɣ         | H         | I         | I̱         | J         |
| K         | L         | M         | N         | Ŋ         | Nh        | Ny        | O         | O̱         | Ö         | Ɔ         | Ɔ̱         | P         | R         | T         | Th        | U         | W         | Y         |
| Minuscole |           |           |           |           |           |           |           |           |           |           |           |           |           |           |           |           |           |           |
| a         | a̱         | ä         | b         | c         | d         | dh        | e         | e̱         | ë         | ɛ         | ɛ̱         | ɛ̈         | g         | ɣ         | h         | i         | i̱         | j         |
| k         | l         | m         | n         | ŋ         | nh        | ny        | o         | o̱         | ö         | ɔ         | ɔ̱         | p         | r         | t         | th        | u         | w         | y         |